# Суверето
Суверето (итал. Suvereto) је насеље у Италији у округу Ливорно, региону Тоскана.
Према процени из 2011. у насељу је живело 2117 становника. Насеље се налази на надморској висини од 70 м.

## Становништво
Према резултатима пописа становништва 2011. у општини је живело 3.142 становника.
| 1931. | 1936. | 1951. | 1961. | 1971. | 1981. | 1991. | 2001. | 2011. |
| ----- | ----- | ----- | ----- | ----- | ----- | ----- | ----- | ----- |
| 3.828 | 3.989 | 4.086 | 3.246 | 3.025 | 3.173 | 3.053 | 2.897 | 3.142 |

## Партнерски градови
- Bir Gandus